# Gotta Get Thru This
Gotta Get Thru This è il primo album discografico del cantautore britannico Daniel Bedingfield, pubblicato nel 2002.
Il disco è stato certificato cinque volte disco di platino nel Regno Unito ed ha venduto oltre 4 milioni di copie nel mondo.

## Tracce
1. Blown It Again – 3:20
2. James Dean (I Wanna Know) – 3:40
3. Gotta Get Thru This (D 'n' D Radio Edit) – 2:45
4. Right Girl – 3:55
5. If You're Not the One – 4:19
6. He Don't Love You Like I Love You – 3:57
7. I Can't Read You – 4:06
8. Friday – 3:30
9. Honest Questions (Plains of Asia) – 3:34
10. Girlfriend – 3:12
11. Without the Girl – 3:48
12. Inflate My Ego – 5:05
13. Gotta Get Thru This (Acoustic Version) – 3:40